# Második bregai csata
A második bregai csata a líbiai polgárháború egyik ütközete volt. Majdnem két héttel korábban, 2011. március 2-án az első bregai csatában a Kadhafihoz hű fegyveresek már visszaverték a kormány erőinek támadását. Ezután előre nyomultak, és a Via Balián keresztül elfoglalták Rasz Lamúfot és Bin Dzsávádot. A Rasz Lamúfi-i és a Bin Dzsávád-i csaták után azonban a kormány visszaszerezte ezeket a területeket, és március közepén ismét Bregát ostromolták.

## A csata
Március 13-án a rezsim katonái Rasz Lamúfból indultak, és sikeresen visszaszerezték Bregát. Késő éjszaka azonban egyes források még arról számoltak be, hogy a harcok még mindig nem fejeződtek be, és a város egyes területei még mindig a felkelők kezén vannak. A felkelők állítólag visszatértek a városba, és heves tűzpárbaj vette kezdetét. Ennek a végén a kormány visszafoglalta Brega repülőterét. Egy órával később már azt jelentették, hogy a kormány katonái ismét kiűzték a felkelőket, és Bregától 20 km-re keletre vannak.
Március 14-én reggel a lakóövezet a felkelők, míg az olajkitermelés területe a kormány ellenőrzése alatt állt.
A felkelők csapatai március 15-én reggel elhagyták Bregát, és Adzsdabija felé meghátráltak. Pár órával később meg is kezdődött a város szárazföldi támadása, és ebből alakult ki az adzsdabijai csata.

## Következmények
Március 26-án, miután a kormány katonái feladták Adzsdabiját, és tovább kényszerültek hátrálni a tengerparton, a felkelők visszaszerezték Bregát. Párt nappal később a kormány seregei elnyúló összetűzést követően ismét megszerezték a várost.